# فرران اولیبیا
فرران اولیبیا (انگلیسی: Ferran Olivella؛ زادهٔ ۲۲ ژوئن ۱۹۳۶) یک بازیکن فوتبال اهل اسپانیا است.
از باشگاه‌هایی که در آن بازی کرده‌است می‌توان به بارسلونا اشاره کرد.
وی همچنین در تیم ملی فوتبال اسپانیا بازی کرده‌است.